# Army Moves
Army Moves è un videogioco pubblicato a partire dal 1986 per diversi modelli di home computer dell'epoca. Si tratta di uno sparatutto a scorrimento in più parti ben distinte, prima si controllano veicoli militari e poi un soldato appiedato.
Non ufficialmente, si può descrivere come un seguito di Game Over della stessa autrice Dinamic Software, che ha un formato simile. Ebbe due seguiti, Navy Moves (1988) e Arctic Moves (1995).

## Trama
In una guerra non specificata dei tempi moderni, un membro delle forze speciali viene inviato nel cuore del territorio nemico, attraverso giungle e deserti, allo scopo di raggiungere il bunker del quartier generale nemico e rubare preziosi documenti dalla cassaforte.

## Modalità di gioco
Il gioco consiste in 7 livelli, tutti del tipo sparatutto a scorrimento con visuale laterale e munizioni illimitate, ma con meccaniche diverse.
Nel primo livello si controlla un fuoristrada armato di missili che può sparare verso aria o verso terra. Deve attraversare un lungo ponte danneggiato, può saltare e andare avanti e indietro rispetto allo schermo, ma lo scorrimento non si ferma mai. Gli avversari sono altre camionette ed elicotteri.
Nei successivi tre livelli si controlla un elicottero, armato di missili verso aria e di bombe verso terra. La direzione di scorrimento, che prima era verso destra, diventa verso sinistra. L'elicottero ha carburante limitato e deve periodicamente atterrare su apposite piattaforme per rifornirsi. I nemici includono aerei, postazioni di artiglieria e sottomarini in emersione.
Dal quarto livello in poi si controlla il soldato a piedi armato di mitra, prima attraverso una giungla paludosa, poi attraverso le installazioni nemiche, fino al bunker finale, che non è più un ambiente a scorrimento continuo ma è diviso in più stanze a schermata ferma. Si affrontano altri soldati a piedi e nella giungla bisogna evitare anche dei grossi tucani.
Il sottofondo musicale è la Colonel Bogey March.

## Accoglienza
Le versioni per i computer a 8 bit vennero generalmente apprezzate dalla critica, mentre per i più potenti Amiga e Atari ST le recensioni furono spesso piuttosto negative. In ogni caso viene descritto come un gioco decisamente difficile.